# Miss Venezuela 2015
Miss Venezuela 2015 fue la 62.ª edición del certamen Miss Venezuela. Se llevó a cabo el 8 de octubre de 2015 en el Estudio 1 de Venevisión de la ciudad de Caracas, Venezuela. 25 candidatas de diversos estados y regiones del país compitieron por el título. Al final del evento, Mariana Jiménez, Miss Venezuela 2014 de Guárico, coronó a Mariam Habach de Lara como su sucesora. De igual forma, fueron coronadas Jessica Duarte, de Trujillo, como Miss Internacional Venezuela por parte de Edymar Martínez, y Andrea Rosales, de Amazonas, como Miss Tierra Venezuela por parte de Maira Rodríguez.
La presentación oficial a la prensa contó con la animación de Kerly Ruiz y Osmariel Villalobos, se realizó el 15 de agosto, en la misma fueron impuestas las bandas de los estados a representar a cada candidata. Mientras, la gala interactiva estuvo animada por Mariela Celis y Juan Carlos García.
El evento fue transmitido en vivo y directo para toda Venezuela en alta definición por la cadena Venevisión y Venevisión Plus, además para todos los suscriptores del paquete HD de DirecTV. Fue transmitido al exterior por la señal internacional de Venevisión, Ve Plus TV, por la cadena Univisión para Estados Unidos y Puerto Rico en Alta definición. El canal TNT transmitió por primera ocasión el After party, en diferido un día después del certamen. El evento estuvo conducido por Leonardo Villalobos y Mariángel Ruiz, además de Maite Delgado y Gabriela Isler como animadoras invitadas. Los artistas que amenizaron la velada fueron Luis Silva y Benavides, junto a los dúos Caibo, Los Cadillac's y Alexis & Fido.

## Resultados

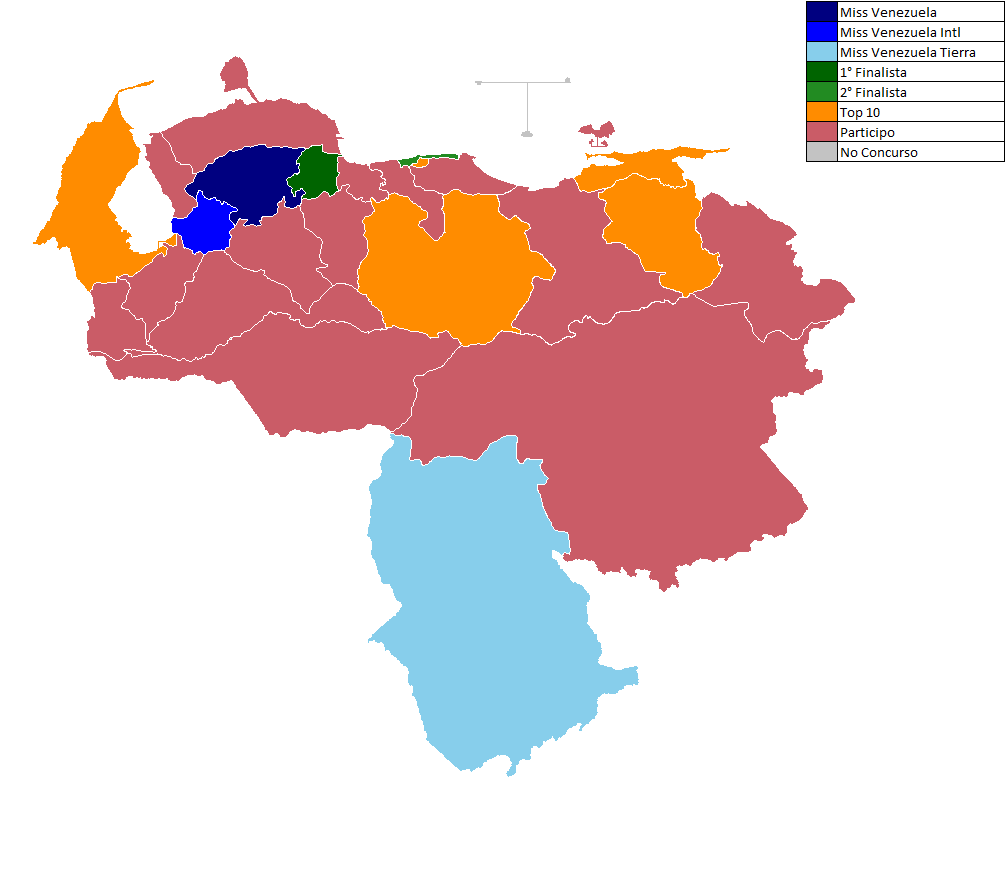
Miss Venezuela 2015

| Resultado                    | Candidata |
| ---------------------------- | --- |
| Miss Venezuela Universo      | - Lara - Mariam Habach |
| Miss Venezuela Internacional | - Trujillo - Jessica Duarte |
| Miss Venezuela Tierra        | - Amazonas - Andrea Rosales |
| Primera finalista            | - Yaracuy - Gessica Fiume |
| Segunda finalista            | - La Guaira - Elizabeth Coello |
| Semifinalistas (Top 10)      | - Distrito Capital - Katherine Oliveira - Guárico - Paula Schmidt - Monagas - Valeria Vespoli - Sucre - Maydeliana Díaz - Zulia - Yeniffer González |

## Historia

### Sede
A comienzos del mes de abril, la Organización Cisneros confirmó que la realización del Miss Venezuela 2015 se llevaría a cabo el 8 de octubre del presente año, y que nuevamente el estudio 1 de Venevisión sería el recinto sede para el evento, al igual que la edición del 2014. «Estamos muy satisfechos de presentar una vez más esta serie de programas que son para el disfrute de toda la familia y donde no sólo la belleza es protagonista sino el gran trabajo social que desarrollan los participantes de los diferentes concursos como parte de su voluntariado», dijo Jonathan Blum, Presidente de Cisneros Media, quien también develó otras fechas importantes dentro de la denominada «Temporada de la belleza» que preside Osmel Sousa.
Igualmente, Venevisión Plus se sumó una vez más a las transmisiones de los programas especiales relacionados con el concurso; así que el programa Más Allá de la Belleza inició temporada el 29 de julio con la conducción de Harry Levy, Sandra Villanueva, Maira Alexandra Rodríguez y Gabriel Correa, quienes cada miércoles mostraron lo que ocurría en la Quinta Miss Venezuela durante el proceso de formación de las candidatas oficiales rumbo a la noche final.

### Controversia por retiro de candidatas del escenario
Durante la noche de coronación y en plena transmisión en vivo, las concursantes que no ingresaron al grupo de cinco finalistas y que esperaban entonces el resultado de la ganadora, se retiraron cuando se anunció a la representante de Lara como Miss Venezuela, dejándola sola en el escenario; además de las múltiples expresiones de rechazo a los resultados finales por parte de las mismas. Solo las representantes de Anzoátegui, Bolívar y Nueva Esparta permanecieron presentes. Muchos usuarios a través de las redes sociales como Twitter e Instagram rechazaron este tipo de reacciones por parte de las candidatas no ganadoras.

## Áreas de competencia

### Final
La noche final fue transmitida en vivo para toda Venezuela por Venevisión. Al exterior por Ve Plus TV ; para Estados Unidos y Puerto Rico vía Univisión en Alta definición; y para el resto de Latinoamérica por TNT; además se transmitió vía internet por missvenezuela.tv, para todos los países y territorios desde el Estudio 1 de Venevisión, en Caracas, Venezuela, el 8 de octubre de 2015. Estuvo conducida por Leonardo Villalobos, Mariangel Ruiz y las participaciones especiales de Gabriela Isler y Maite Delgado.
El grupo de 10 semifinalistas se dio a conocer durante la competencia final.
Todas las 25 candidatas fueron evaluadas por un Jurado final:
- Las 25 candidatas desfilaron en una nueva ronda en traje de baño (similares para todas).
- Posteriormente, las mismas desfilaron en traje de noche (elegidos al gusto de cada concursante).
- Basado en el desenvolvimiento en las áreas mencionadas, el jurado eligió las diez semifinalistas de la noche. basado en las respuestas de las finalistas, cinco de ellas salieron de competencia.
- Las cinco restantes (finalistas) avanzaron a la siguiente plaza; y basado en sus calificaciones en la ronda de preguntas, el jurado determinó las posiciones finales y a la ganadora, Miss Venezuela 2015.

### Jurado final
Estos fueron los miembros del jurado que evaluaron a las semi y finalistas para elegir a Miss Venezuela 2015:
- Mirla Castellanos – Cantante venezolana, conocida como La Primerísima.
- Nina Sicilia Hernández – Miss Internacional 1985, la primera venezolana en ganar dicho certamen.
- Alyz Henrich – Miss Venezuela Tierra 2012 y Miss Tierra 2013.
- Bob Abreu – Beisbolista profesional venezolano.
- Daniel Elbittar – Actor y cantante venezolano.
- Laura Vieira - Actriz y animadora venezolana.
- Giovanni Scutaro – Diseñador de moda venezolano.
- George Wittels – Diseñador de joyas venezolano.
- Alejandro Betancourt – Director de comunicaciones de P&G.
- Rahul Shrivastava – Embajador de la India en Venezuela.

### Gala Interactiva
Este es un evento preliminar que se realizó el sábado 12 de septiembre de 2015 en el Estudio 01 de Venevisión, estuvo presentado por Mariela Celis y Juan Carlos García. Las ganadoras de este evento preliminar fueron escogidas por votos acumulativos de los internautas a través de la página oficial de la Organización Miss Venezuela y la red social Twitter.

### La Magia de ser Miss
Al igual que la edición anterior, el certamen constó de un reality show hermano llamado La Magia de ser Miss. El mismo se transmitió los sábados durante el programa Super Sábado Sensacional y narró paso a paso las actividades y preparación de las candidatas a al título de Miss Venezuela, contando con la guía de destacadas personalidades. El primer capítulo del reality se llevó a cabo el 1 de agosto, y en él fueron seleccionadas las 24 candidatas oficiales del grupo de 200 precandidatas ya existentes.
El evento fue amenizado por Danny, Chucho y Rey de la agrupación «Los3», presentaron su tema Cállate y Bésame. Y el cantautor colombiano de música pop Sebastián Yatra, interpretó su tema promocional No me Llames y su segundo sencillo Para Olvidar. Finalizó el 3 de octubre. La ganadora del reality fue Gessica Fiume, Miss Yaracuy, quien recibió el trofeo de Miss Talento durante la noche final del concurso.

## Premiaciones

### Gala Interactiva
| Premio                | Candidata Ganadora                    |
| --------------------- | ------------------------------------- |
| Miss Cabello Radiante | Amazonas - Andrea Rosales             |
| Miss Confianza        | Guárico - Paula Schmidt               |
| Miss Piernas de Venus | Zulia - Yeniffer González             |
| Miss Auténtica        | Monagas - Valeria Vespoli             |
| Miss Tecnología       | Anzoátegui - Mariana Méndez           |
| Miss Belleza Integral | Lara - Mariam Habach                  |
| Miss Sonrisa          | Distrito Capital - Katherine Oliveira |
| Miss Rostro           | Trujillo - Jessica Duarte             |
| Miss Figura           | Cojedes - Arianny Barrios             |
| Miss Online           | Trujillo - Jessica Duarte             |
| Miss Actitud          | Carabobo - María José Brito           |
| Miss Personalidad     | Bolívar - Alvany Gonçalves            |

### Premiaciones Especiales (Final)
| Premio                   | Candidata |
| Miss Elegancia           | - Mérida – Ana Cristina Díaz |
| Miss Fotogénica          | - Distrito Capital – Katherine Oliveira |
| Miss Amistad             | - Táchira – Fabiana Viloria |
| Miss Talento             | - Yaracuy – Gessica Fiume |
| Mejores Vestidos de Gala | - Apure – Karelys Oliveros (Diseñado por Alejandro Fajardo) - Miranda – Katherine García (Diseñado por Júlio Mora) - Yaracuy – Gessica Fiume (Diseñado por Hugo Espina) |

## Candidatas
25 candidatas compitieron en el certamen:
(En la tabla se utiliza su nombre completo, los sobrenombres van entrecomillados y los apellidos utilizados como nombre artístico, entre paréntesis; fuera de ella se utilizan sus nombres «artísticos» o simplificados)
| Estado/Región    | Candidata                                  | Edad | Estatura (m) | Ciudad Natal  |
| ---------------- | ------------------------------------------ | ---- | ------------ | ------------- |
| Amazonas         | Andrea Carolina Rosales Castillejos        | 23   | 1.83 m       | Maracay       |
| Anzoátegui       | Mariana Josefina del Carmen Méndez Pereira | 23   | 1.70 m       | Caracas       |
| Apure            | Karelys Alejandra Oliveros Mata            | 24   | 1.72 m       | Valencia      |
| Aragua           | Annelia de Jesús Martínez Bravo            | 21   | 1.80 m       | Cagua         |
| Barinas          | Virginia del Carmen Álvarez Martínez       | 23   | 1.76 m       | Valencia      |
| Bolívar          | Alvany Gabriela Gonçalves Colmenares       | 19   | 1.77 m       | Puerto Ordaz  |
| Carabobo         | María José Brito Marcano                   | 22   | 1.77 m       | Valencia      |
| Cojedes          | Arianny Andrea Barrios Colmenares          | 24   | 1.77 m       | Biscucuy      |
| Costa Oriental   | Annie Marie Fuenmayor                      | 22   | 1.74 m       | Maracaibo     |
| Delta Amacuro    | Melany Carolina Mille Rojas                | 25   | 1.74 m       | Lechería      |
| Distrito Capital | Katherine Mary Oliveira Ríos               | 25   | 1.75 m       | Los Teques    |
| Falcón           | Herlyz Alejandra Ruiz Aguilar              | 20   | 1.80 m       | Guatire       |
| Guárico          | Paula Lyyn Schmidt Fernández               | 24   | 1.76 m       | Maracaibo     |
| Lara             | Mariam Habach Santucci                     | 19   | 1.80 m       | El Tocuyo     |
| Mérida           | Ana Cristina Díaz D'Santiago               | 23   | 1.78 m       | Valera        |
| Miranda          | Katherine Charlotte García Salinas         | 25   | 1.72 m       | Valencia      |
| Monagas          | Valeria Alejandra Vespoli Figuera          | 20   | 1.74 m       | Maturín       |
| Nueva Esparta    | Génesis Paola Saavedra Perdomo             | 20   | 1.72 m       | Guatire       |
| Portuguesa       | Fabianny Carolina Zambrano Garrido         | 24   | 1.81 m       | Barinas       |
| Sucre            | Maydeliana Díaz Parada                     | 18   | 1.76 m       | Maracay       |
| Táchira          | Fabiana Virginia Viloria Villegas          | 19   | 1.79 m       | Valera        |
| Trujillo         | Jessica María Duarte Volweider             | 23   | 1.77 m       | Caracas       |
| Vargas           | Elizabeth Cristina Coello Otero            | 22   | 1.74 m       | Punto Fijo    |
| Yaracuy          | Gessica Nunzia Fiume Turri                 | 22   | 1.77 m       | Caracas       |
| Zulia            | Yeniffer Rossana González Molero           | 22   | 1.83 m       | San Francisco |

## Datos acerca de las delegadas
- Algunas de las delegadas del Miss Venezuela 2015 han participado, o participarán, en otros certámenes de importancia nacionales e internacionales:
  - Mariam Habach (Lara) ganó los títulos de Mini Chiquita Internacional 2006 y Little Miss Universe 2007.
  - Andrea Rosales (Amazonas) fue primera finalista del Teen Model Venezuela 2007.
  - Jessica Duarte (Trujillo) ganó el Elite Model Look Venezuela 2008 y representó al país en Look CyZone 2012 en Argentina, donde fue finalista.
  - Herlyz Ruiz (Falcón) ganó el Gran Modelo Venezuela 2009 y representó al país en Best Model of the World en Turquía, donde fue segunda finalista.
  - Valeria Vespoli (Monagas) ganó el Teen Model Venezuela 2010. Además participó en Miss Supranacional 2016 ocupando el lugar de primera finalista.
  - María José Brito (Carabobo) ganó el Reinado de las Ferias de Valencia 2011 y ganó el Miss Venezuela Turismo 2011; al obtener este último título, representó al país en el Miss Tourism Queen International en China, donde fue finalista. Igualmente, fue virreina del Reinado Internacional de la Ganadería 2012 en Colombia.
  - Karelis Oliveros (Apure) ganó el Miss Turismo Venezuela 2011 y representó al país en Malasia ese mismo año, donde fue semifinalista. También, fue primera finalista de Sambil Model 2012.
  - Annie Fuenmayor (Costa Oriental) ganó Miss Supranacional Venezuela 2013 y fue semifinalista de Miss Supranacional 2013 en Bielorrusia.
  - Katherine García (Miranda) ganó el Sambil Model Paraguaná 2013 y fue finalista de Sambil Model 2013.
  - Herlyz Ruiz (Falcón) ganó el Señorita Odontología Venezuela 2014.
  - Elizabeth Coello (Vargas) fue Ciudad del Viento Model 2014 y participó sin éxito en Miss NorOccidental 2014.
  - Mariana Méndez (Anzoátegui) fue primera finalista de Chica E! 2014.
  - María José Brito (Carabobo) fue segunda finalista del Miss Venezuela Mundo 2015.
  - Mariam Habach (Lara) ganó el Señorita Centro Occidental 2015.
  - Andrea Rosales (Amazonas) fue finalista en Miss Tierra 2015 en Austria.
  - Katherine García (Miranda) fue tercera finalista en Miss Intercontinental 2015 en Alemania.
  - Maydeliana Díaz (Sucre) ganó el Reinado Internacional del Café 2016 en Colombia.
  - Yeniffer González (Zulia) ganó el concurso de modelos CN Model International Search 2017 en Ecuador.
  - Jessica Duarte (Trujillo) participó sin éxito en Miss Internacional 2016 en Japón.
  - Valeria Vespoli (Monagas) fue primera finalista en Miss Supranacional 2016 en Polonia.
  - Ana Cristina Díaz (Mérida) fue tercera princesa (cuarta finalista) en Reinado Internacional del Café 2017 en Colombia.
  - Mariam Habach (Lara) participó sin éxito en Miss Universo 2016 en Filipinas.
- Algunas de las delegadas nacieron o viven en otro estado, región o país al que representarán, o bien, tienen un origen étnico distinto:
  - Paula Schmidt (Guárico) es de ascendencia alemana.
  - Jessica Duarte (Trujillo) es de ascendencia árabe y alemana.
  - Mariam Habach (Lara) es de ascendencia siria e italiana.
  - Valeria Vespoli (Monagas) es de ascendencia italiana y radica en Estados Unidos.
  - Gessica Fiume (Yaracuy) es de ascendencia portuguesa.
- Otros datos significativos de algunas delegadas:
  - Paula Schmidt (Guárico) es prima de Jessica Barboza, Miss Venezuela Internacional 2010.
  - Andrea Rosales (Amazonas) y Yeniffer González (Zulia) fueron las candidatas de mayor estatura, ambas con 1.83 m; mientras que la de menor estatura fue Mariana Méndez (Anzoátegui) con 1.70 m.
  - Melany Mille (Delta Amacuro), Katherine Oliveira (Distrito Capital) y Katherine García (Miranda) fueron las candidatas de mayor edad, las tres con 25 años, mientras que la de menor edad fue Maydeliana Díaz (Sucre), con 18 años.
  - 6 de las 25 candidatas son originarias de los estados o regiones que representaron: Annelia Martínez (Aragua), Alvany Gonçalves (Bolívar), María José Brito (Carabobo), Mariam Habach (Lara), Valeria Vespoli (Monagas) y Yennifer González (Zulia).